# Torre del Mas de Don Felip
La Torre del Mas de Don Felip és una torre defensiva situada al municipi de Riudoms (Baix Camp) protegida com a bé cultural d'interès local. El nom del mas fa referència a Don Felip de Ferrant, militar austriacista, de la família dels ducs d'Almenara Alta.

## Descripció
Masia adossada a una torre de defensa. Aquesta, probablement reformada en successives èpoques, té una finestra del segle xvi en el segon pis. Planta quadrada, d'uns 4,90 x 4,70 metres, i uns 13 d'alçada. Planta baixa i tres pisos, amb terrassa superior, merlets i quatre matacans.
Se situa al límit sud del municipi, en contacte amb el terme de Cambrils, al costat de la riera de Riudoms o de Maspujols, molt propera a la intersecció del camí de la Font del Ros i del camí del Molló.

## Història
Torre de defensa que molt probablement data del segle xvi, de l'època de les freqüents incursions dels pirates berberiscs. Domina la penetració que conforma el camí del llit sec de la riera de Maspujols. La veu popular parla de la troballa d'un tresor de monedes (potser de la guerra del francès, o de les Carlines), que va enriquir el seu propietari, Don Felip. Aquest mas va pertànyer als hereus de la marquesa Àgueda Maria de Martorell i Téllez Girón. La propietat va ser adquirida per un grup d'empresaris químics reusencs. El 2009 es va projectar la construcció d'un polígon industrial al costat del Mas, avui encara aturat per contenciosos legals.